# بازی ماجرایی ویچر
بازی ماجرایی ویچر (به انگلیسی: The Witcher Adventure Game) یک بازی تخته‌ای است که در جهان ویچر رخ می‌دهد. یک نسخه رومیزی توسط سی‌دی پروجکت و Fantasy Flight Games منتشر شد و یک نسخه بازی ویدیویی دیجیتال توسط سی‌دی پروجکت و Can Explode Games ساخته شده‌است.

## گیم پلی بازی
Witcher Adventure Game یک بازی تخته‌ای که در جهان ویچر اتفاق می‌افتد. نسخه دیجیتالی بازی را می‌توان به تنهایی در برابر هوش مصنوعی یا در چند نفره محلی و آنلاین بازی کرد.

## توسعه
نسخه رومیزی بازی Witcher Adventure Game توسط سی‌دی پروجکت و Fantasy Flight Games ساخته و در ۲۶ نوامبر ۲۰۱۴ منتشر شد. نسخه ویدئویی دیجیتال توسط CD Projekt Red و Can Explode Games توسعه یافت که در ژوئن ۲۰۱۴ معرفی شد و برای مک‌اواس ،مایکروسافت ویندوز، اندروید و آی‌اواس در ۲۷ نوامبر ۲۰۱۴ منتشر شد.

## بازتاب‌ها
| گردآورنده | امتیاز                 |
| --------- | ---------------------- |
| متاکریتیک | PC: 68/100 iOS: 65/100 |

| ناشر        | امتیاز |
| ----------- | ------ |
| TouchArcade | iOS:   |

بر اساس سایت متاکریتیک، این عنوان نمرات «منتخب یا متوسط» را از منتقدان دریافت کرد.